# Xã Clayton, Quận St. Louis, Missouri
Xã Clayton (tiếng Anh: Clayton Township) là một xã thuộc quận St. Louis, tiểu bang Missouri, Hoa Kỳ. Năm 2010, dân số của xã này là 35.446 người.